# Thomas Davee
Thomas Davee (* 9. Dezember 1797 in Plymouth, Massachusetts; † 9. Dezember 1841 in Blanchard, Maine) war ein US-amerikanischer Politiker. Zwischen 1837 und 1841 vertrat er den Bundesstaat Maine im US-Repräsentantenhaus.

## Leben
Thomas Davee besuchte die öffentlichen Schulen seiner Heimat und zog danach nach Maine, wo er im Handel und in der Politik tätig wurde. In den Jahren 1826 und 1827 saß er als Abgeordneter im Repräsentantenhaus von Maine. Danach war er von 1830 bis 1832 Mitglied des Staatssenats. 1835 war Davee als High Sheriff Polizeichef im Somerset County. Von 1833 bis 1837 war er als Posthalter in Blanchard tätig.
Politisch war Davee Mitglied der Demokratischen Partei. 1836 wurde er als deren Kandidat im achten Wahlbezirk von Maine in das US-Repräsentantenhaus in Washington, D.C. gewählt, wo er am 4. März 1837 die Nachfolge von Gorham Parks antrat. Nach einer Wiederwahl im Jahr 1838 konnte er bis zum 3. März 1841 zwei Legislaturperioden im Kongress absolvieren. Im Jahr 1840 verzichtete Davee auf eine weitere Kandidatur. Danach arbeitete er wieder im Handel. 1841 wurde er nochmals in den Senat von Maine gewählt. Thomas Davee starb am 9. Dezember 1841, seinem 44. Geburtstag, in Blanchard.